# Nikola Gligorov
Nikola Gligorov (en macédonien : Никола Глигоров), né le 15 août 1983 à Skopje en Yougoslavie, est un footballeur international macédonien, qui évolue au poste de milieu de terrain.

## Biographie

### Carrière en club
Nikola Gligorov dispute deux matchs en Ligue des champions, 26 matchs en Ligue Europa, pour un but inscrit, et 3 matchs en Coupe Intertoto,. 

### Carrière internationale
Nikola Gligorov compte 25 sélections avec l'équipe de Macédoine depuis 2010. 
Il est convoqué pour la première fois en équipe de Macédoine par le sélectionneur national Mirsad Jonuz, pour un match amical contre Malte le 11 août 2010. Il entre à la 75e minute de la rencontre, à la place de Slavčo Georgievski (1-1).

## Palmarès
- Avec le Cementarnica 55 Skopje
  - Vainqueur de la Coupe de Macédoine en 2003

- Avec le Rabotnički Skopje
  - Champion de Macédoine en 2008
  - Vainqueur de la Coupe de Macédoine en 2008

- Avec le Vardar Skopje
  - Champion de Macédoine en 2015, 2016 et 2017
  - Vainqueur de la Supercoupe de Macédoine en 2015